# Mastersiella
Mastersiella  es un género con tres especies de plantas herbáceas perteneciente a la familia Restionaceae. Es originario de Sudáfrica en la Provincia del Cabo.

## Especies deMastersiella
- Mastersiella digitata (Thunb.) Gilg-Ben. in H.G.A.Engler, Nat. Pflanzenfam. ed. 2, 15a: 25 (1930).
- Mastersiella purpurea (Pillans) H.P.Linder, Bothalia 15: 487 (1985).
- Mastersiella spathulata (Pillans) H.P.Linder, Bothalia 15: 487 (1985).